# Aermacchi M-345
L'Aermacchi M-345 HET (High Efficiency Trainer), inizialmente presentato come M-311, è un addestratore basico monogetto sviluppato dall'azienda aeronautica italiana Alenia Aermacchi nei primi anni duemila ed attualmente in fase di commercializzazione.

## Storia del progetto

### Aermacchi M-311

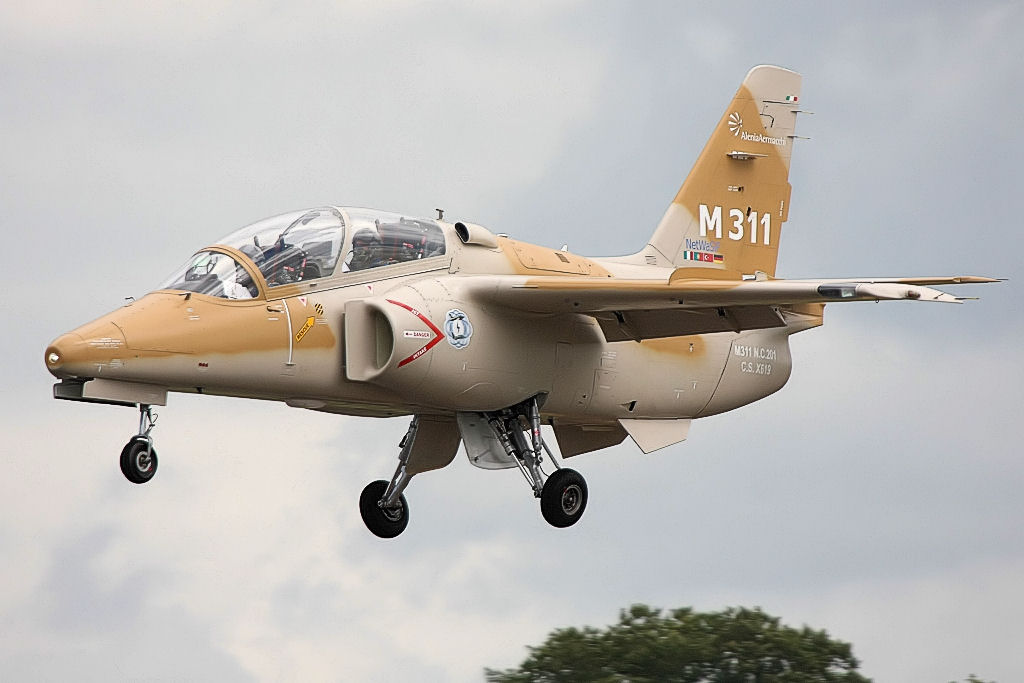
Alenia Aermacchi M-311 (ex-S-211A modificato) in volo durante il Royal International Air Tattoo del 2008

Nei primi anni duemila l'allora Aermacchi decise di avviare lo sviluppo di un nuovo modello di aereo militare a getto biposto finalizzato all'addestramento basico dei futuri piloti destinati ad operare con aerei da combattimento di ultima generazione. A questo scopo l'ufficio di progettazione attinse all'esperienza già impiegata nello sviluppo del precedente SIAI-Marchetti S-211A, versione appositamente ideata negli anni novanta, in joint venture con la statunitense Grumman, per partecipare al concorso JPATS per un nuovo addestratore indetto dall'USAF e dall'U.S. Navy, presentandone un aggiornamento con avionica avanzata, completamente digitale, ed equipaggiata con glass cockpit ed Head Up Display.
Il nuovo modello, indicato come M-311, riproponeva l'impostazione del suo predecessore, un velivolo monomotore a getto, con cabina di pilotaggio biposto in tandem chiusa da un lungo cupolino e ala monoplana a freccia posizionata medioalta sulla fusoliera. L'azienda ne annunciò lo sviluppo nel 2004 e come per altri velivoli dalle simili caratteristiche ne era previsto lo sviluppo e commercializzazione di una variante armata destinata a missioni di supporto aereo ravvicinato. Rispetto al S-211, da cui derivava, la struttura era stata rinforzata, soluzione necessaria per compensare le sollecitazioni date dal nuovo propulsore che garantiva una spinta maggiore del 30%. Presentava inoltre una nuova aerodinamica, con modifiche alle estremità alari e alla parte inferiore della fusoliera, dotata di una nuova pinna ventrale, e integrava nella cabina di pilotaggio avionica avanzata. Il preesistente primo prototipo del S-211A (I-PATS, C.S. X619) venne quindi modificato secondo le nuove specifiche e portato in volo per la prima volta il 1 giugno 2005.
Anche il M-311, come il M-346,  integra la capacità di simulare virtualmente la presenza di una moltitudine di nemici ed alleati permettendo di addestrare i piloti in qualsiasi tipologia di scenario operativo.

### Aermacchi M-345
L'M311 venne ridesignato M-345 nel 2012, per sottolinearne la complementarità con il successivo addestratore avanzato M-346. La più recente configurazione, M-345 HET (High Efficiency Trainer), ha beneficiato di varie modifiche, come ad esempio l'impiego di tettuccio, seggiolini e altre parti in comune con l'M-346, un musetto più allungato ed un motore più moderno, sempre turbofan, con un valore di spinta attorno ai 1 600 kgf (Williams FJ44-4M). Il velivolo, pur avendo prestazioni ed efficacia tipiche degli aerei a getto, è caratterizzato da costi comparabili a quelli dei velivoli a turboelica.
Il nuovo prototipo viene portato in volo per la prima volta il 29 dicembre 2016 dall'aeroporto di Varese-Venegono, ai comandi dei piloti collaudatori Quirino Bucci e Giacomo Iannelli della Divisione Velivoli di Leonardo Aircraft. Nel dicembre 2018 è stato effettuato il primo volo anche dal primo modello di serie del M-345 HET.
Nel maggio 2020 il M-345 ha ottenuto la certificazione iniziale che, per la prima volta, comprende la nuova regola AER (EP) P-21 per i velivoli ad ala fissa e che a sua volta integra la EMAR-21 (European Military Airworthiness Requirements), uno stringente requisito internazionale molto utile in un'ottica di esportazione all'estero dell'addestratore.
Il 23 dicembre 2020 sono stati consegnati i primi due esemplari al 61º Stormo di Galatina. La denominazione adottata dall'Aeronautica Militare per questo tipo di aeromobile è T-345A.
Dopo i primi due esemplari nel dicembre 2020, le consegne si sono fermate per problemi tecnici, ma sono riprese il 19 dicembre 2023 con la consegna di ulteriori due esemplari.
Gli aerei finora consegnati sono entrati ufficialmente in servizio con il 61º Stormo, con sede sull'aeroporto di Galatina, il 12 giugno 2025.

## Impiego operativo
Nel 2013 l'Alenia Aermacchi M-345 HET fu inizialmente designato dall'Aeronautica Militare quale successore, a partire dal 2017, degli Aermacchi MB-339A e MB-339PAN utilizzati dalle Frecce Tricolori. La sostituzione prevista è stata però inizialmente fermata dal governo nel 2014, in quanto considerata non prioritaria. Il ruolo di nuovo velivolo delle Pattuglia Acrobatica Nazionale è stato successivamente assegnato nel 2024 al M-346 Master
Nel 2017 la Leonardo ha firmato con il Ministero della difesa italiano un contratto relativo alla fornitura di un primo lotto di 5 velivoli da addestramento M-345 HET. L'Aeronautica Militare ha previsto un fabbisogno totale di 45 M-345 per sostituire progressivamente gli Aermacchi MB-339 destinati all'addestramento basico, mentre quello avanzato viene svolto dal M-346 Master.

## Utilizzatori
Italia
- Aeronautica Militare

5 ordinati il 13 gennaio 2017. Prevista un'acquisizione iniziale di 45 velivoli. Ulteriori 13 esemplari sono stati ordinati a giugno 2019, con consegne a partire dal 2020. I primi due esemplari sono stati consegnati il 23 dicembre 2020. Ulteriori 2 esemplari consegnati il 19 dicembre 2023. Gli esemplari consegnati al giugno 2025 sono ufficialmente entrati in servizio il giorno 12 dello stesso mese.

## Modellismo
L'unico kit in plastica esistente dell'M-345 è prodotto dalla Kovozavody Prostejov (KP) in scala 1:72, ne sono state commercializzate quattro scatole, due dedicate agli S-211, una all'M-311 e un'altra all'M-345.